# Karipääjärvi
Karipääjärvi är en sjö i Finland. Den ligger i kommunen Enare i landskapet Lappland, i den norra delen av landet, 1 000 km norr om huvudstaden Helsingfors. Karipääjärvi ligger 265,1 meter över havet. Arean är 31,3 hektar och strandlinjen är 2,77 kilometer lång. Sjön  ingår i Pasvik älvs huvudavrinningsområde. 